# 조조조 좀비군
《조조조 좀비군》(일본어: ゾゾゾ ゾンビーくん)은 일본의 만화가인 나가토시 야스나리의 코믹 만화다. 영실업과 ShoPro, 스핀 마스터에서 제작해, 월간 코로코로 코믹(쇼가쿠칸)에서 2012년 12월호부터 2018년 2월호까지, 2020년 7월호부터 2021년 3월호까지 연재된 작품이다. 단행본은 일본 현지에서 두 연재분을 합해 총 12권으로 나왔다.
2017년 3월 17일과 3월 24일에 유튜브의 코로코로 채널에서 총 2화로 착신되었다.
2020년 4월 16일부터 2021년 4월 1일까지 총 102화(방송 버전으로 47화)로 TV 도쿄 계열에서 방영했으며, 대한민국에서는 2020년 8월 5일부터 2021년 1월 21일까지 투니버스에서 《조조좀비》란 이름으로 방영되었다. 그외 대한민국의 어린이 케이블 채널에서도 방영했다.

## 우리말 녹음/목소리 출연
- 박시윤: 조조
- 전해리: 이지용
- 이호산: 찔찔이 좀비
- 이장원: 좀보 아저씨, 내레이션
- 정혜원: 좀비나, 상자 좀비
- 정유정: 닌자 좀비, 천사 좀비
- 김다올: 문어스키, MC 좀비, 열씨미 박사
- 홍승효: 좀비헌터 조, 하수도 좀비
- 유영: 진흙 드래곤, 구름이
- 강새봄: 블랙 좀비, 판다 좀비, 담임 선생님
- 이새벽: 힙스터 좀비
- 방연지: 레나
- 김도희: 말랑, 키이스, 아이돌 좀비
- 이상호: 플라워 좀비, 물고기남. UFO 좀비, 장군 좀비
- 강성우: 배 아저씨, 권투 좀비, 책가방 좀비, 미스터 데몬

### 제작진
- 기획: 김영욱
- 책임프로듀서: 석종서, 신길주
- 번역: 권이강
- 종합편집: 정회범
- 녹음&믹싱: 이성수→이성주
- 우리말 연출: 조승희
- 우리말 제작: Tooniverse
- 배급: 영실업

### 한국어판 방영 목록
| 회차                     | 제목 (서브 타이틀)                                                                 | 방송 일자 (더빙판) |
| ------------------------ | ---------------------------------------------------------------------------------- | ------------------ |
| 1-1화1-2화1-3화1-4화     | 영화관은 즐거워화장지를 찾아라비밀의 지하 격투장수상한 버스가 왔어                 | 2020년 8월 5일     |
| 2-1화2-2화2-3화2-4화     | 예쁜 꽃에는 이빨이 있다게임 한판 해 볼까화장실 안 대모험저주 받은 도넛             | 2020년 8월 5일     |
| 3-1화3-2화3-3화3-4화     | 수수께끼 외계인과 드론 시합좀비 헌터가 습격했어!집안에서 공을 차면푸드 트럭 데이트 | 2020년 8월 12일    |
| 4-1화4-2화4-3화4-4화     | 수수께끼 외계인을 또 만났어집이 너무 위험해!쇼핑몰 주차장 매너양말 습격 사건       | 2020년 8월 19일    |
| 5-1화5-2화5-3화5-4화     | 좀비 헌터랑 캠프위장이 화났어!서핑은 즐거워빨래방은 위험해                         | 2020년 8월 26일    |
| 6-1화6-2화6-3화6-4화     | 피구로 대결할까?감기약 사러 왔어말랑이랑 산책무서운 좀비 청소기                    | 2020년 9월 2일     |
| 7-1화7-2화7-3화7-4화     | 어둠의 의식은 위험해!동물원 대소동욕실에서 쓰레기 전쟁백화점에서 쇼핑하자          | 2020년 9월 9일     |
| 8-1화8-2화8-3화8-4화     | 하늘에서 도넛이 날라와머릿속이 난리법석호수 낚시를 해 볼까고카트 레이스            | 2020년 9월 16일    |
| 9-1화9-2화9-3화9-4화     | 집 안의 거대 괴물즐거운 눈조각탁구와 야구 좀비이발은 위험해                        | 2020년 9월 23일    |
| 10-1화10-2화10-3화10-4화 | 피리 부는 마술사하늘을 나는 건 멋져귀여운 친구 구름이핫소스는 위험해               | 2020년 9월 30일    |
| 11-1화11-2화11-3화11-4화 | 좀비밴드 탄생?실수투성이 마녀자판기가 사라졌어!장난을 치고 싶어                    | 2020년 10월 7일    |
| 12-1화12-2화12-3화12-4화 | 집안일은 힘들어외계인에게 납치됐어자유 연구는 어려워할리우드 영화 데뷔             | 2020년 10월 14일   |
| 13-1화13-2화13-3화13-4화 | 슈퍼 히어로 탄생귀여운 아기 돌보기도넛 쟁탈전힙스터 좀비의 등장                    | 2020년 10월 21일   |
| 14-1화14-2화14-3화14-4화 | 조조가 엄청 많아할로윈이 너무 싫어1할로윈이 너무 싫어2연날리기는 즐거워            | 2020년 10월 28일   |
| 15-1화15-2화15-3화15-4화 | 몸이 너무 간지러워그 애와 함께 수영장 파티게임기를 잡아라붕대옷의 미라 좀비        | 2020년 11월 4일    |
| 16-1화16-2화16-3화16-4화 | 좀비 방송에 나간다고?내 팬티 돌려줘권투로 대결해볼까이상한 세계의 조조             | 2020년 11월 12일   |
| 17-1화17-2화17-3화17-4화 | 타이어좀비 가족이 왔다강에서 만난 물고기?숙제가 제일 맛있어친구의 고민을 해결하자  | 2020년 11월 19일   |
| 18-1화18-2화18-3화18-4화 | 두근두근 일기쓰기멋진 선물을 해줄래가출해버린 뇌스케이트보더가 멋져                | 2020년 11월 26일   |
| 19-1화19-2화19-3화19-4화 | 진짜 도둑은 누구?팔이 없으면 안 되지로봇으로 대결이다작고 네모난 라이벌            | 2020년 12월 3일    |
| 20-1화20-2화20-3화20-4화 | 이상한 마법 지팡이네잎클로버 발견같이 사는 건 힘들어덥고 목마른 하루               | 2020년 12월 10일   |
| 21-1화21-2화21-3화21-4화 | 좀비헌터의 함정몬스터 트럭 레이스조조에게 반한 피오나다시 한 번 권투 대결          | 2020년 12월 17일   |
| 22-1화22-2화22-3화22-4화 | 콧수염이 자꾸 자라나말랑이의 고향별타임머신 대모험장군좀비가 나타났다              | 2020년 12월 24일   |
| 23-1화23-2화23-3화23-4화 | 좀비가 돼버렸어위험에 빠진 지구를 구해라아이스하키에 도전무시무시한 VR게임         | 2020년 12월 31일   |
| 24-1화24-2화24-3화24-4화 | 위험한 도넛 대소동게임 세계에 들어왔어꿈과 현실의 도넛좀비 임금님은 멋있어         | 2021년 1월 7일     |
| 25-1화25-2화25-3화25-4화 | 아이돌 좀비의 주문좀비 영화를 찍어보자구름이를 찾아라무인도에서 살아남기           | 2021년 1월 14일    |
| 26-1화26-2화             | 즐거운 좀비 크리스마스좀비 스타가 되고 싶어                                        | 2021년 1월 21일    |